# Термометр Галілея

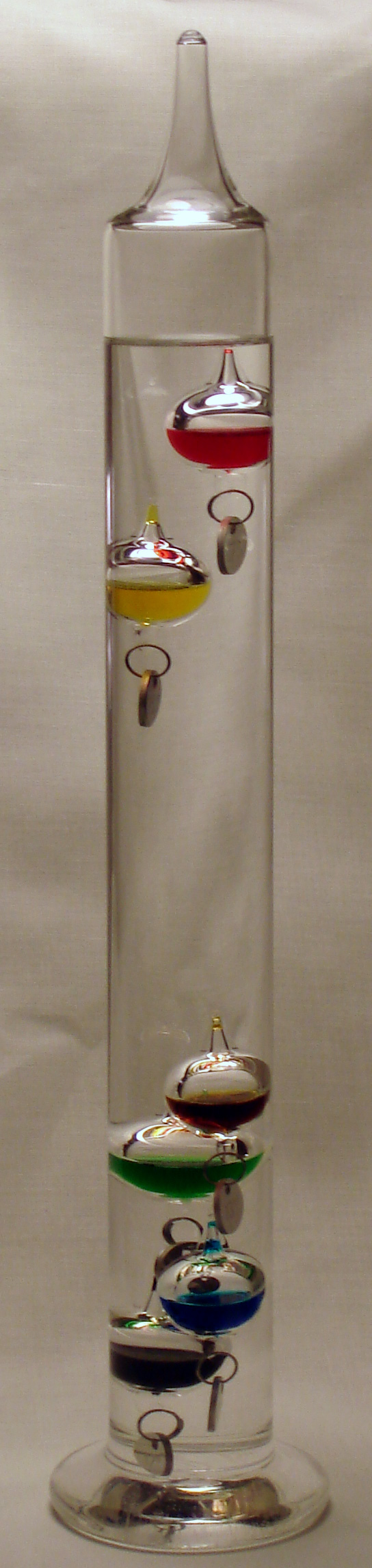
Термометр Галілея

Термометр Галілея (термоскоп) — прилад у вигляді запаяного скляного циліндра, наповненого рідиною, у якій плавають скляні сферичні буйки (поплавці). До кожного такого поплавця прикріплено знизу золотиста або срібляста табличка з нанесеним на ній значенням температури. У залежності від розміру термометра кількість поплавців усередині буває від 3-х до 11-ти. 

## Історія винаходу

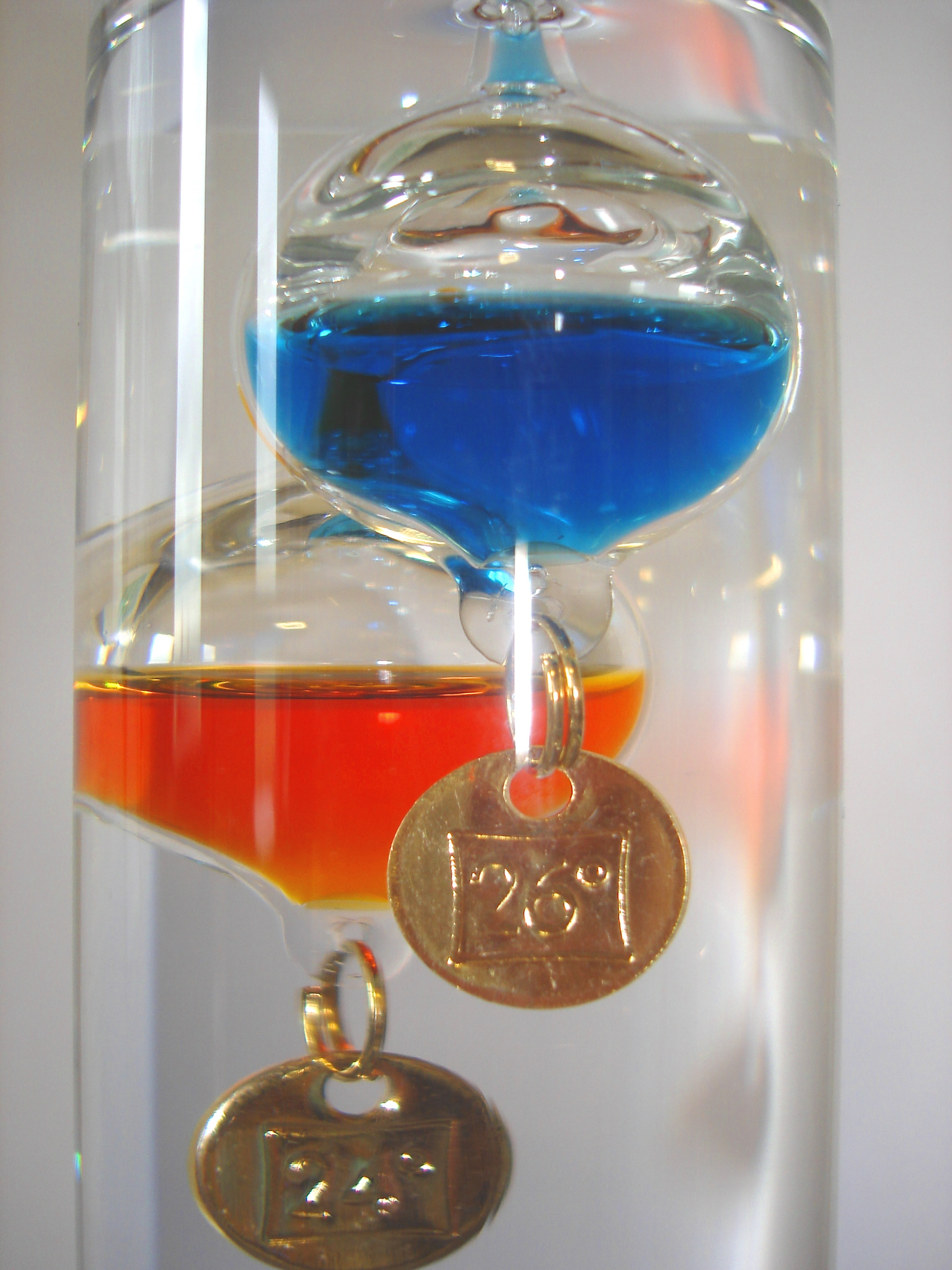
Фрагмент термометра Галілея зблизька

Прилад названо на честь італійського фізика, астронома і математика Галілео Галілея, який у 1592 році винайшов термоскоп, що став прабатьком всіх термометрів. Згідно з одними джерелами, сам Галілей мав дуже непрямий стосунок до створення цього приладу., за іншими даними, авторство належить саме Галілею.

## Принцип роботи
Поплавці по-різному наповнені забарвленою у різний колір рідиною так, що їх середня густина відрізняється: найменша густина у верхнього, найбільша — у нижнього, але у всіх близька до густини води, у якій вони знаходяться, відрізняючись від неї незначно.
Зі зниженням температури повітря в приміщенні відповідно знижується температура води в посудині, вода стискається, і густина її стає більшою. Відомо згідно із законом Архімеда, що тіла, густина яких менша за густину рідини, у якій вони знаходяться, спливають в ній. При зниженні температури в приміщенні густина рідини в циліндрі збільшується і поплавці піднімаються вгору один за одним, при підвищенні — опускаються. Такий ефект досягається за рахунок високої точності виготовлення термометрів. Всі кульки-поплавці калібруються по температурі спливання з точністю до 0,4°. Діапазон температур, що вимірюються термометром, знаходиться в зоні кімнатних температур: 16...28°C, крок визначення: 1°. Поточне значення температури визначається по нижньому поплавцю, котрий піднявся угору.
В даний час термометр несе у собі лише естетичну цінність як цікавий предмет інтер'єру.

Схематичне пояснення принципу роботи